# Pat Flaherty
Pat Flaherty (Glendale, California, 6 de enero de 1926-Oxnard, California, 9 de abril de 2002) fue un piloto de automovilismo estadounidense. Ganó la Indianapolis 500 de 1956 con un Watson, cuando era parte del Campeonato Nacional de la AAA y del Campeonato de Fórmula 1.

## Resultados

### Fórmula 1
(Clave) (negrita indica pole position) (cursiva indica vuelta rápida)

| Año         | Escudería                   | 1   | 2        | 3      | 4   | 5   | 6   | 7   | 8   | 9   | 10  | Pos. | Puntos |
| ----------- | --------------------------- | --- | -------- | ------ | --- | --- | --- | --- | --- | --- | --- | ---- | ------ |
| 1950        | Granatelli-Sabourin/Grancor | GBR | MON      | 500 10 | SUI | BEL | FRA | ITA |     |     |     | NC   | 0      |
| 1953        | Peter Schmidt               | ARG | 500 Ret  | NED    | BEL | FRA | GER | GBR | SUI | ITA | ESP | NC   | 0      |
| 1954        | Bardahl/Ed Walsh            | ARG | 500 Ret‡ | BEL    | FRA | GBR | GER | SUI | ITA | ESP |     | NC   | 0      |
| 1955        | Dunn Engineering            | ARG | MON      | 500 10 | BEL | NED | GBR | ITA |     |     |     | NC   | 0      |
| 1956        | John Zink                   | ARG | MON      | 500 1  | BEL | FRA | GBR | GER | ITA |     |     | 5º   | 8      |
| 1959        | Belond Exhaust/George Salih | MON | 500 Ret  | NED    | FRA | GBR | GER | POR | ITA | USA |     | NC   | 0      |
| Referencia: |                             |     |          |        |     |     |     |     |     |     |     |      |        |